# 突撃隊最高指導部

1938～1945年までの突撃隊最高指導部の車両旗

突撃隊最高指導部のカフタイトル

突撃隊最高指導部（独：Oberste SA-Führung, OSAF）は、国家社会主義ドイツ労働者党の準軍事組織、突撃隊（SA）の最高機関である。突撃隊上級指導部とも。
SA最高指導部の役割は、SAの組織統括を担っていた。また、OSAFの名称は突撃隊の最高指導者の称号としても機能していた。

## 概要
突撃隊最高指導部は、1926年11月1日に発足し、突撃隊（SA）の最高司令部として設立された。1930年8月末まで、フランツ・プフェファー・フォン・ザロモンがSA最高指導者に任命され、党の議長としてアドルフ・ヒトラーの補佐も兼任していた。ザロモンの幕僚には、ゲオルク・ハラーマンが着任し、後にヴィルヘルム・シュミットが後任となった。
1930年8月、突撃隊員の選挙出馬を巡る問題でヒトラーと揉めたザロモンが辞任した後、突撃隊の抜本的な組織再編が行われ、ヒトラー自らSA最高指導者に就任し突撃隊の指揮を執った。しかし、1930年の終わり頃からSA最高指導部の役割は、新設の突撃隊幕僚部（SA-Stabschef）へ移行しつつあった。
1930年9月から1931年1月30日までオットー・ヴェーゲナーが暫定的に幕僚長となった後、1931年1月から1934年6月30日までエルンスト・レームが幕僚長に就任した。その後、ヴィクトール・ルッツェが1934年6月30日から1943年5月まで就任し、最後にはヴィルヘルム・シェップマンが1943年から1945年まで務め、マックス・ユットナーが1943年5月から8月初旬まで代理を務めた。
当時、SA幕僚長とSA最高指導者は同一の役職であると誤解されており、そのため、SA上級集団指導者のエドムント・ハイネスは、1934年6月の時点で、レームではなくヒトラーがSA最高指導者であることをエヴァルト・フォン・クライスト将軍に説明しなければならなかった。
SA最高指導部の本部はミュンヘンにあり、バラー通り（Barerstrasse）7-11番に立地していた。SA幕僚部は、1931年頃から褐色館に事務所を構えていた。
1934年7月、SA最高指導部はミュンヘンからベルリンへ移された。
（SA歴代指導者一覧）
- 1925年2月～5月1日 ― エルンスト・レーム（OSAF設立以前のSA最高指導者）
- 1926年1月～11月 ― アルベルト・ドレスラー（代行）
- 1926年11月1日～1930年8月 ― フランツ・プフェファー・フォン・ザロモン
- 1930年9月～1945年4月 ― アドルフ・ヒトラー

## 組織

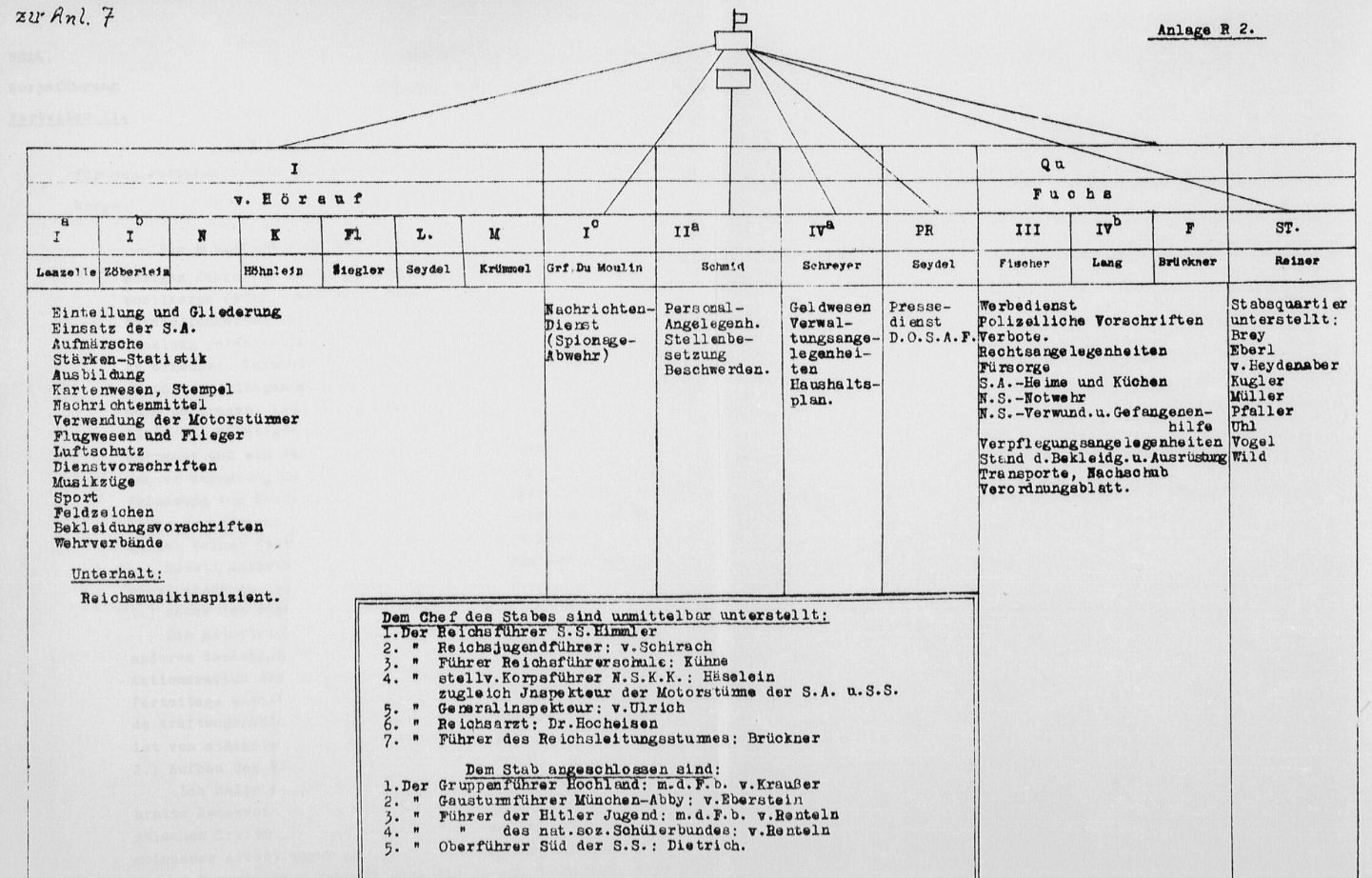
1931年のOSAF組織図

1931年12月時点でのOSAFの組織は以下の構造となっていた。
幕僚長：エルンスト・レーム
主任補佐官：ロルフ・ライナー
- 第Ⅰ部：フランツ・フォン・ヘラウフ（ドイツ語版）（第Ia・M課の監督）
  - 第Ia課：オットー・クヴィリン・ランツェレ（ドイツ語版）
  - 第Ib課：ハンス・ツェーバーライン（ドイツ語版）
  - 第K課：アドルフ・ヒューンライン
  - 第FL課：ヴィルヘルム・ツィーグラー
  - 第L課：ヨーゼフ・ザイデル（ドイツ語版）（第Pr課の監督）
  - 第M課：クルト・キューメ（ドイツ語版）
（担当：凱旋活動の管理、兵力統計、訓練、地図、切手、通信、自動車、航空、防空、服務規定、楽隊、スポーツ、徽章）
附属：全国楽隊部監督
  - 第Ic課（諜報）：カール・レオン・デュ・ムーラン＝エッカート（ドイツ語版）（幕僚長直属）、後任者：ヘルベルト・リスター
  - 第IIa課（人事）：ヴィルヘルム・シュミット（ドイツ語版）（幕僚長直属）
  - 第IVa課（出納、予算）：カール・シュライヤー（ドイツ語版）（幕僚長直属）
  - 第Pr課（OSAF報道局）：ヨーゼフ・サイデル（第L課の監督、幕僚長直属）
- 第Qu部：ヨハン・バプテスト・フックス（ドイツ語版）（第III、IVb、F課監督）
  - 第III課：ルートヴィヒ・フィッシャー
  - 第IVb課：ラング
  - 第F課：ヴィルヘルム・ブリュックナー

（担当部門：広報、政治指導、法律問題、SA宿舎、自衛、街頭闘争負傷者・収監者救対部、機械管理、輸送、条例指導）
- 第ST部（幕僚部宿舎）：ロルフ・ライナー（ドイツ語版）
- 幕僚部直属
  - 親衛隊全国指導者：ハインリヒ・ヒムラー
  - 全国青年指導者：バルドゥール・フォン・シーラッハ
  - 全国指導者学校（ドイツ語版）校長：クルト・キューメ（ドイツ語版）
  - 全国自動車軍団指導者（SAおよびSS自動車化部隊の検査兼任）：アドルフ・ヒューンライン

監察官：クルト・フォン・ウルリヒ
全国医師長：パウル・ホッハイゼン
- 幕僚部所属
  - SAホッホラント管区集団指導者：フリッツ・フォン・クラウサー（ドイツ語版）（指導部附属）
  - 大管区突撃指導部『ミュンヘン＝オーバーバイエルン』：フリードリヒ・カール・フォン・エーベルシュタイン
  - ヒトラーユーゲント指導部：テオドール・アドリアン・フォン・レンテルン（ドイツ語版）
  - 国家社会主義学生同盟（ドイツ語版）指導部：　〃　
  - SS上級地区『南』指導部：ヨーゼフ・ディートリヒ
  - 副官部
  - 催事監督部
  - 報道部
- その他OSAF附属部署
  - 教育本部
  - 司法および法務局
  - 官房局
  - 人事局
  - SA政治局
  - 出版局：ヴィルヘルム・ヴァイス（ドイツ語版）
  - 経理局
    - 『アドルフ・ヒトラー寄金』課

## 突撃隊最高指導者代行
1933年まで、いくつかの地方SA最高指導者は突撃隊最高指導者代行（OSAF-Stellvertreter）の称号を保持していた。
- OSAF-中央（本部：ドレスデン）
  - マンフレート・フォン・キリンガー（ドイツ語版） ― 1928～1933年
- OSAF-北（本部：ハノーファー）
  - カール・ディンクラーゲ（ドイツ語版） ― 1930年
  - ヴィクトール・ルッツェ ― 1930～1933年
- OSAF-東（本部：ベルリン）
  - ヴァルター・シュテンネス ― 1927～1931年
- OSAF-南（本部：ミュンヘン）
  -  アウグスト・シュナイトフーバー ― 1929～1932年
- OSAF-西（本部：カッセル/デュッセルドルフ）
  - クルト・フォン・ウルリヒ（ドイツ語版）
  - ヴェルナー・フォン・フィフテ（ドイツ語版）
  - アウグスト・シュナイトフーバー ― 1932～1933年

## SA最高指導者会議沿革
- 1924年5月17日：ザルツブルクでのSA指導者会議（褐色シャツ型制服の導入が本会議において可決）
- 1930年11月30日：ミュンヘンでのSA指導者会議（エルンスト・レームのSA幕僚長就任の指名が本会議において可決）
- 1932年6月27日：ベルヒテスガーデンでのSA指導者会議
- 1932年12月：アンスバッハでのSA指導者会議
- 1933年1月23日：ベルリンでのSA指導者会議[1]
- 1933年7月1日～3日：バート・ライヘンハル（ドイツ語版）でのSA指導者会議（鉄兜団との共同会議）
- 1934年1月21～22日：テューリンゲン、フリードリヒローダ（ドイツ語版）でのSA指導者会議
- 1934年5月2日：ミュンヘンでのSA指導者会議
- 1934年6月30日：バート・ヴィースゼー（ドイツ語版）でのSA指導者会議は実際には開催されておらず、いわゆる、レーム事件におけるレーム一派の謀議として公式に発表された。